# The Jesus Lizard
The Jesus Lizard sind eine US-amerikanische Rockband, die 1987 in Chicago gegründet wurde. Der Name leitet sich vom Basilisken, einer Eidechsenart, die in der Lage ist, über Wasser zu laufen, ab. Die Band wurde von Sänger David Yow, Bassist David Wm. Sims (beide vorher bei der Post-Punk-Band Scratch Acid) und Gitarrist und Songwriter Duane Denison gegründet.
Der Stil der Band ist geprägt durch das Zusammenspiel von Sims‘ Bass, harschen, Industrial-artigen Drums sowie Denisons Gitarrenspiel, das zwischen düsteren Bluestexturen und schroffen Punk-Riffs wechselt. Yows Gesang klingt auf vielen Stücken, als schreie er durch eine Betonwand. Die Band war auch bekannt für exzessive Liveauftritte Yows.

## Bandgeschichte
Nach Veröffentlichung des Debütalbums Pure 1989 auf dem Chicagoer Label Touch and Go schloss sich Schlagzeuger Mac McNeilly der Band an. Durch den Alternativeboom der Neunziger hindurch veröffentlichten The Jesus Lizard die Alben Head, Goat, Liar und Down, die allesamt von Steve Albini aufgenommen wurden. Nach Veröffentlichung des Livealbums Show und der Splitsingle Puss/Oh, the Guilt mit Nirvana 1994 wechselte die Band 1996 von Touch and Go zum Majorlabel Capitol, was ihr ausreichendes Budget für zwei weitere Alben, nämlich Shot und Blue, jedoch auch einen großen Verlust an Fanbasis einbrachte. Shot entstand mit dem Metalproduzenten Garth Richardson, Blue unter der Regie von Gang-of-Four-Gründer und Red-Hot-Chili-Peppers-Produzenten Andy Gill. Nach Veröffentlichung des letzteren Albums verließ Schlagzeuger McNeilly die Band. Nach einer Tour mit den Drummern James Kimball (Ex-Mule, Ex-Laughing-Hyaenas) und Brendan Murphy gab die Band am 25. März 1999 auf dem Umeå Open Air in Schweden ihre Auflösung bekannt.

## Nach der Auflösung
Denison und Kimball bildeten bis 1999 das Denison/Kimball Trio und veröffentlichten unter dem Namen drei Alben. Denison ist zudem Mitglied der Band Tomahawk, die klanglich an alte Jesus-Lizard-Kompositionen erinnert und aus Denison, Kevin Rutmanis (Ex-Cows, Ex-Melvins), John Stanier (Ex-Helmet (Band)) und Mike Patton (Ex-Mr. Bungle, Faith No More, Fantômas, Tomahawk) besteht.
David Yow arbeitet als Internetgrafiker und Regisseur für Musikvideos (z. B. All I Want von The Offspring). Zwischenzeitlich war er Lead-Sänger der  Band "Qui". 2013 veröffentlichte Yow das Album Tonight You Look like a Spider auf Joyful Noise Records.
Ab 2008 gaben The Jesus Lizard wieder einzelne Konzerte und kleinere Tourneen, vorwiegend in den USA.

## Diskografie

### Studioalben
- 1990 – Head (Touch and Go Records)
- 1991 – Goat (Touch and Go Records)
- 1992 – Liar (Touch and Go Records)
- 1994 – Down (Touch and Go Records)
- 1994 – Show (Collision Arts)
- 1996 – Shot (Capitol)
- 1998 – Blue (Capitol)
- 2024 – Rack (Ipecac)

### Kompilationen
- 2000 – Bang (Touch and Go Records)

### Singles und EPs
- 1989 – Pure (Touch and Go Records)
- 1989 – Chrome (7"; Touch and Go Records)
- 1990 – Mouthbreather (7"; Touch and Go Records)
- 1992 – Gladiator (7"; Touch and Go Records)
- 1992 – Gladiator / Boilermaker (7"; Insipid Vinyl)
- 1992 – Wheelchair Epidemic (7", Single; Touch and Go Records)
- 1993 – Puss / Oh, the Guilt – (Splitsingle mit Nirvana; Touch and Go Records, 100.000 Kopien weltweit)
- 1993 – (Fly) On (the Wall) (7", Single; Touch and Go Records)
- 1993 – Lash (7", Single; Touch and Go Records)
- 1994 – Live at Brixton Academy (Live-7"; Dirter Promotions, Fear and Loathing)
- 1996 – Thumper (Single; Capitol Records)
- 1997 – The Jesus Lizard (Self-Titled EP; Jetset Records)